# Göteborgs Morgonpost
Göteborgs Morgonpost (fram till 1906 Morgon-Posten och från 1949 Morgonposten, MP), var en daglig morgontidning i Göteborg, utgiven 1896–1950.

## Historik
Morgonposten uppsattes 1896 av Göteborgs-Postens tidigare redaktion som organ för de konservativa åsikterna efter att sistnämnda tidning efter ett ägarskifte fått liberal inriktning. Morgonpostens förste redaktör var filosofie doktor Fredrik Åkerblom. 
Tidningen var framförallt inriktad på det lokala nyhetsväsendet och den kommunala utvecklingen inom staden och västra Sverige. Det av tidningen på ledarplats 15 maj 1914 (invigningsdagen för Baltiska utställningen i Malmö) framställda förslaget att fira Göteborgs 300-årsminne med en omfattande utställning upptogs följande år som motion i stadsfullmäktige och blev som bekant realiserat (se Jubileumsutställningen i Göteborg). Tidningen medverkade även kraftigt till tillkomsten av Göteborgs frihamn, Göteborgs Naturhistoriska museum och Sveriges första kommunala flygplats vid Torslanda.
Sedan Göteborgs högerparti 1917 brutit sig ut ur Allmänna valmansförbundets riksorganisation, markerade detta parti, vars åsikter i allmänhet tog sig uttryck genom Göteborgs Morgonpost, i vissa avseenden sin självständighet gentemot riksorganisationen. År 1938 blev författaren Sanfrid Neander-Nilsson chefredaktör för tidningen. Han lät, i synnerhet under andra världskriget, sina sympatier för nazismen och fascismen prägla redigeringen av tidningen. Neander-Nilsson lämnade sin befattning den 1 oktober 1949 samtidigt som tidningens namn ändrades. Den upphörde vid årsskiftet 1950/51, då den fick en efterföljare i den likaledes konservativa Aftonposten vilken lades ned den 31 december 1956.

### Chefredaktörer
- Hakon Wigert-Lundström, 1913–1933
- Edvard Thermænius, 1933
- Erik Steffenberg, 1934–1935
- Eskil Sundström, 1936
- Fredrik Sterner, 1937
- Sanfrid Neander-Nilsson, 1937–1949[2]